# シカニ人
シカニ人またはシカノイ人（ギリシア語: Σικανοί Sikanoi）は、先史時代に（フェニキア人やギリシア人が入植する前）、シチリア島に居住していた、3種類の先住民の1つである。
3種類のうち最も古くから住んでいたと考えられ、民族系統・言語系統は不明である。シチリア島東側にエリミ人、西側にシケル人が侵入した結果、シカニ人の居住地域はシケリア中央部となり、これら3民族が先史時代に住んでいた。ディオドロスによると、シケル人との紛争の後、古代のヒメラ川（現在のサルソ川）がシケル人領域との境界線となっていた。

## 歴史
シケリア先住民の中でも、シカニ人は最も古いと思われる。ギリシアの歴史家トゥキディデスによると、シケリアの歴史家アンティオコスから聞いた話として、シカニ人はリグレス人（en）に押し出されイベリア半島（おそらく現在のヴァレンシア）から移住してきたと述べているが、アンティオコスの情報源は不明である。シケリアのタウロメニオン（現在のタオルミーナ）生まれの歴史家ティマエウス（en）は、移住者ではなく土着民であると考察している。現代の歴史家には、シカニ人はイリュリア人の一部族であり、それ以前の先住民の居住地域を支配するようになったと考えるものもいる。考古学的発掘からは、ある程度ミケーネ文明の影響を受けていることが分かっている。
続いてシケリアにはエーゲ海諸島、アナトリア半島またはリグリアからエリミ人が移住してきたと思われる。エリミ人はシケリアの西北に居住したため、シカニ人は東側に移動した。次にシケル人がイタリア半島から移住し、シケリア東部に居住した。シケリアの歴史的な記録は紀元前11世紀にフェニキア人の移住によって始まるが、それが増えるのはギリシア人の植民都市建設が始まってからである。紀元前734年にはシュラクサイが建設されるが、やがてシケリア最大の都市に成長する。他にも多くのギリシア人植民歳がシケリアの海岸沿いに建設された。シケリア先住民達は徐々にこれら植民都市に吸収され、共和政ローマも支配が始まると、独立した民族としては消滅した。

## ヘロドトスとミノス王
ヘロドトスの『歴史』 VII.170-171 に以下の記述がある：
ミーノースは、アリアドネーに知恵を授けたダイダロスを罰してラビリントスに幽閉した。一説には幽閉したのは高い塔であったともいう。ダイダロスは鳥の羽を蝋で固めた翼を身につけて空を飛ぶことに成功し、脱出してシカニアに逃れた。このとき、ともに脱出したダイダロスの息子イーカロスは太陽に近づきすぎて蝋が溶けて墜死した。ミーノースはシカニアまで追跡したが、コーカロス王の娘たちがダイダロスを庇い、ミーノースは入浴中に熱湯を浴びせられて死んだ。

## 言語
ギリシア文字を使って記述された短いシカニ語の碑文がいくつか発見されている。人名を除けば解読には成功しておらず、データも少ないために未分類言語とされている。